# Edward Underdown

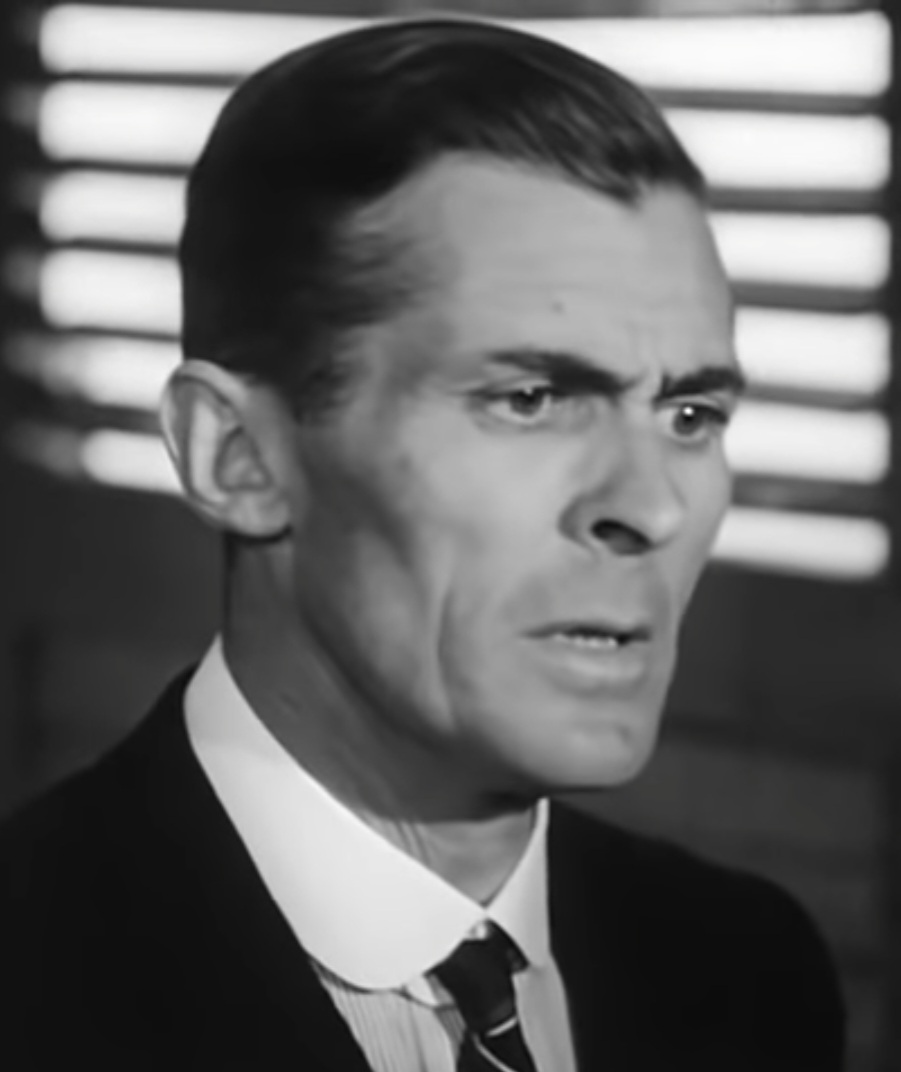
Edward Underdown

Edward Underdown (* 3. Dezember 1908 in London; † 15. Dezember 1989 in Hampshire) war ein britischer Schauspieler.

## Leben
Edward Underdown besuchte das Eton College und betätigte sich zunächst als Jockey und Reiter, ehe er Anfang der 1930er-Jahre seine Schauspielerkarriere auf der Bühne begann. Ab 1934 trat er auch in Kinofilmen auf. Es handelte sich meist um Nebenrollen, in denen er häufig Polizeiinspektoren, Regierungsbeamte oder Geschäftsleute darstellte. In der Nachkriegszeit kamen auch einige Hauptrollen hinzu, so etwa im Krimi Der Mann in Schwarz. Underdown war hochgewachsen und gutaussehend, allerdings fielen viele seiner Figuren eher gelehrig und überkorrekt aus – so etwa als aristokratisch wirkender Ehemann von Jennifer Jones in Schach dem Teufel aus dem Jahr 1953. Im Verlauf der 1950er-Jahre war er mit größeren Nebenrollen in Filmen wie Kleiner Jockey ganz groß und Die gelbe Hölle recht erfolgreich, später fielen seine Kinorollen (etwa als Luftwaffenoffizier in dem James-Bond-Film Feuerball) dagegen oftmals klein aus. Underdown war auch in zahlreichen britischen Fernsehserien zu sehen, zuletzt im Jahr 1980 als Zastor in vier Folgen von Doctor Who.
Underdown war ein Veteran des Zweiten Weltkrieges und erreichte den Rang eines Captains. Er war von 1953 bis zur Scheidung 1964 mit Rosemary Sybella Violet Grimston verheiratet, einer Tochter des britischen Politikers und Diplomaten Baron Robert Grimston of Westbury (1897–1979).

## Filmografie (Auswahl)
- 1934: The Warren Case
- 1937: Zigeunerprinzessin (Wings of the Morning)
- 1948: Die Schwindlerin (The Woman in the Hall)
- 1951: Der Mann in Schwarz (The Dark Man)
- 1953: Schach dem Teufel (Beat the Devil)
- 1953: Der Vampyr von Soho (Street of Shadow)
- 1953: Zu Tode gehetzt (Recoil)
- 1954: Kleiner Jockey ganz groß (The Rainbow Jacket)
- 1958: Der Spion mit den zwei Gesichtern (The two-headed Spy)
- 1958: Die gelbe Hölle (The Camp on Blood Island)
- 1961: Das dritte Alibi (The Third Alibi)
- 1961: Scotland Yard hört mit (Information Received)
- 1961: Der Tag, an dem die Erde Feuer fing (The Day the Earth Caught Fire)
- 1963: Die Strohpuppe (Woman of Straw)
- 1964: Das Verrätertor
- 1965: James Bond 007 – Feuerball (Thunderball)
- 1965: Die Todeskarten des Dr. Schreck (Dr. Terror’s House of Horrors)
- 1966: Khartoum
- 1966: Der Todesengel (The Hand of Night)
- 1967: Ponydiebe (The Great Pony Raid)
- 1967–1968: Der Mann mit dem Koffer (Man in a Suitcase) (Fernsehserie, 2 Folgen)
- 1971: Das vergessene Tal (The Last Valley)
- 1974: Christina – Zwischen Thron und Liebe (The Abdication)
- 1979: Tarka, der Otter (Tarka the Otter)
- 1980: Doctor Who (Fernsehserie, vier Folgen)